# سیارک ۵۳۶۸
سیارک ۵۳۶۸ (به انگلیسی: 5368 Vitagliano، نامگذاری:1984SW5) پنج هزار و سیصد و شصت و هشتمین سیارک کشف شده‌است که در ۲۱ سپتامبر ۱۹۸۴ کشف شد.
قدر مطلق سیارک برابر ۸۵.۰ است.